# New York (savezna država)
New York je savezna država u sjeveroistočnom dijelu SAD-a. Ova država je veliko financijsko i trgovačko središte SAD-a, kao i značajno industrijsko središte. S 19 milijuna stanovnika, država New York je četvrta najnaseljenija američka savezna država nakon Kalifornije,Teksasa i Floride. Država je upravno podijeljena na 62 okruga, a glavni grad je Albany. 
Unutar Sjedinjenih Država, New York graniči na jugu sa saveznim državama New Jersey i Pennsylvania, te na istoku s državama Connecticut, Massachusetts i Vermont. Istočno od Long Islanda, država ima morsku granicu s Rhode Islandom, te na sjeveru i zapadu i međunarodnu granicu s Kanadom, tj. pokrajinama Ontario i Québec.  
Saveznu državu New York ne smije se brkati s New York Cityjem (službeno: City of New York) koji se nalazi na jugu ove države. Zbog česte zabune u vezi ova dva pojma, za državu se često u engleskom koristi neslužbeni naziv New York State. New York City je najveći grad ove savezne države u kojem živi pola njenog stanovništva. Ovo je ujedno i najveći grad u SAD-u.
„Upstate“ (gornja država) je najčešći pojam kojim se opisuje dio države koji se nalazi sjeverno od metropolitanskog područja grada New Yorka, ali mnogi ljudi izvan metropolitanskog područja smatraju taj pojam ponižavajućim jer je tipičan za kulturnu i demografsku podjelu na dva područja, jedno ruralno i konzervativno, a drugo urbano i liberalno. U „gornjoj državi“ se nalaze planinski lanci Catskill i Adirondack, greben Shawangunk, te brojna jezera od kojih se na zapadu nalaze dva Velika jezera i skupina jezera Finger, a na sjeveroistoku pojedinačna jezera Champlain, George i Oneida.
Prvi kolonijalisti na području ove države bili su Nizozemci, koji su ovdje osnovali koloniju Novu Nizozemsku. Na otoku Manhattanu nalazi se glavni grad ove kolonije prozvan Novi Amsterdam. Nakon što su Englezi zauzeli nizozemske posjede, preimenovali su grad i buduću državu u „New York“, prema vojvodi od Yorka Jakovu II. New York je bio jedna od trinaest kolonija koje su se pobunile protiv britanske vlasti u ratu za nezavisnost. Dana 26. srpnja 1788., ova je država ratificirala Ustav Sjedinjenih Američkih Država i postala jedanaesta američka savezna država.

## Povijest

### Europska istraživanja i kolonizacija
Područje koje je danas poznato kao država New York je izvorno bilo naseljeno dvjema velikim skupinama Indijanaca, davno prije dolaska prvih Europljana. Ove etničke skupine bile su Irokezi i Algonquian, koje su bile u sukobu. Irokezi su imali organiziraniji društveni i politički poredak, te vojnu nadmoć. Prvi europski istraživač područja koje je danas država New York bio je talijanski pomorac Giovanni da Verrazzano koji je radio za francuski dvor i nazvao ovo područje Nouvelle Angoulême u čast francuskog kralja Franje I. Do rijeke Hudson došao je 1524. godine.
Godine 1609., engleski pomorac Henry Hudson radeći za Nizozemsku, ulazi u rijeku Hudson i službeno Nizozemskoj prisvaja ovo područje. Ovo područje od tad postaje poznato kao Nova Nizozemska. Nizozemci ovdje osnivaju brojne trgovačke postaje i ostvaruju trgovasčke kontakte s Irokezima. Godine 1621., skupina nizozemskih trgovaca stvara Nizozemsku zapadnoindijsku kompaniju. Godine 1624., nizozemska vlada daje ovoj kompaniji dozvolu za upravljanje Nove Nizozemske. Iste godine poslana je prva skupina kolonijalista od 30-ak obitelji, koje su osnovale Fort Orange, tj. današnji Albany, koji je glavni grad New Yorka.
Ubrzo je na otoku Manhattanu osnovano mjesto i tvrđava Novi Amsterdam, koji je postao glavni grad kolonije. Ovo mjesto se tijekom vremena razvilo u današnji New York City. Otok Manhattan je 1626. od lokalnih indijanskih plemena kupio novonizozemski upravitelj Peter Minuit, za vrijednost dobara od oko 24 dolara. Tijekom idućih nekoliko godina, Nizozemci su osnovali brojna naselja i gradove na području današnje države New York. Godine 1629., Nizozemska je zapadnoindijska kompanija odlučila ubrzati proces kolonizacije Nove Nizozemske, uvođenjem sustava posjeda koji su ponuđeni dužnosnicima kompanije. Ovi dužnosnici mogli su vladati svojim posjedima samo ako su na njih mogli dovesti određeni broj doseljenika. Iako mnogi nisu ispunili taj uvjet, veliki uspjeh je polučio Kiliaen van Rensselaer koji je kolonizirao područje današnjeg Albanyja, Columbije i Rensselaera. Ovaj sustav u kojem je nekoliko veleposjednika kontroliralo veliki broj seljaka koji su im morali plaćati najamninu, kasnije je rezultirao pobunama.

### Od 1664. do 1790.
Tijekom 1640-ih i 1650-ih, brojni engleski kolonijalisti doselili su se u englesku koloniju Connecticut i smjestili se na Long Islandu, koji je dio današnjeg New Yorka. U početku su vladali dobri odnosi između nizozemskih i engleskih kolonijalista. Ipak, odnosi su se drastično pogoršali pred kraj 1650-ih. U ožujku 1664., Karlo II., kralj Engleske odlučio je svojim zemljama pripojiti i Novu Nizozemsku. Iste godine su četiri engleske fergate uplovile u Novi Amsterdam i zahtijevale predaju Nove Nizozemske, čiji se guverner Peter Stuyvesant predao bez otpora. Englezi su koloniju preimenovali u čast vojvode od Yorka. Francuzi koji su kolonizirali Novu Francusku (područje istočne Kanade), 1680. zainteresirali su se za sjever britanske kolonije New York. Francuski istraživač René Robert Cavelier de La Salle istražio je 1669. sjever New Yorka. Godine 1731., Francuzi su izgradili tvrđavu na jezeru Champlain i prisvojili sjeverno područje New Yorka. Godine 1689., izbija rat između Francuske i Engleske, te New York postaje bojište između francuskih i engleskih snaga. Ovi sukobi koji su trajali između 1689. i 1763. poznati su kao francusko-indijanski rat. Brojčano jače engleske snage su uz indijansku pomoć porazili Francuze i 1763. osvojili Novu Francusku.
Britanska vlast nad kolonijama u Sjevernoj Americi bila je motiv nezadovoljstva među stanovništvom u New Yorku. Tijekom 1730-ih, novinar John Peter Zenger često je kritizirao britansku vlast, zbog čega je bio uhićen. Na suđenju je porota Zengera proglasila nevinim, navodeći slobodu tiska, što je bila velika pobjeda za novinarske slobode. Stanovništvo kolonije nije bilo zadovoljno ni veliki porezima na dobra proizvedena u kolonijama, kao ni vlašću koju su imali engleski suci. Zbog toga se New York s ostalih dvanaest sjevernoameričkih kolonija pobunio protiv Ujedinjenog Kraljevstva u ratu za nezavisnost. Tijekom ovog rata, oko 30.000 lojalista vratilo se u Englesku. 
Dana 9. srpnja 1776., provincijski kongres New Yorka se okupio na White Plainsu i prihvatio Deklaraciju o nezavisnosti SAD-a, koju je Kontinentalni kongres usvojio pet dana ranije. U kolovozu te godine odvila se najveća bitka u ratu za nezavisnost, tzv. Brooklynska bitka u kojoj su pobijedili Britanci i pretvorili New York City u svoje sjedište tijekom rata. U zatvorskim brodovima koji su bili usidreni u zaljevima oko grada poginulo je više Američkih boraca nego u svim bitkama u ovom ratu zajedno. New York je bio poprište mnogih važnih bitaka u ovom ratu, kao što je poznata bitka kod Saratoge. 
Kraj rata je stvorio mogućnosti za razvoj današnjeg zapadnog dijela države New York, koji nije bio u sastavu izvornih trinaest kolonija. To područje su prisvajali New York i Massachusetts, a spor je riješen 1786. dogovorom u Hartfordu, čime je ovo područje pripalo New Yorku, dok je Massachusettsu pripalo pravo kupnje indijanskih teritorija. Dana 1. travnja 1788., ovo područje su za milijun dolara kupili Nathaniel Gorham i Oliver Phelps iz Massachusettsa. Oni su kupnjom zemlje od lokalnih indijanskih plemena prisvojili područje istočno od rijeke Genessee. Nakon što su upali u financijske teškoće, ustupili su 1790. Massachusettsu područje istočno od rijeke Genessee. Iduće godine Massachusetts je prodao to područje Robertu Morrisu, koji ga je odmah prodao Holland Land Company. Sporazumom iz Big Treeja 1797., Morris je kupio od Indijanaca zemlju zapadno od rijeke Genessee. Godine 1802., Holland Land Company pokrenula je u Bataviji ured za preprodaju zemlje u tom području.
U međuvremenu tekao je proces stvaranje savezne vlasti, kojem se New York suprotstavio. Nakon intenzivnih razgovora između New Yorka i ostalih budućih država, New York je 26. srpnja 1788. odlučio ratificirati Ustav Sjedinjenih Američkih Država i postao jedanaesta američka savezna država. New York City bio je privremeni glavni grad SAD-a od 1785. do 1790., nakon čega je trajno glavni grad postao Washington. U New York Cityju je George Washington postao prvi predsjednik Sjedinjenih Država.

### Od 1790. do 1900.
Stanovništvo države New York je od stjecanja neovisnosti brzo poraslo, te je 1810. New York postao najnapučenija država u SAD-u s 959.000 stanovnika. Ipak, ovaj rast je nakratko zaustavio britansko-američki rat 1812. godine. Tijekom ovog rata u kojem su Britanci napali SAD, nekoliko bitaka odigralo se na prostoru ove države. Nakon rata nastavljen je ekonomski i demografski rast u državi u koju su se mnogi doselili iz ostatka SAD-a i Kanade. New York je tako već 1820. godine imao 1.380.000 stanovnika. U ovom razdoblju dolazi i do velikog naseljavanja u do tada slabo naseljenom zapadnom dijelu New Yorka.
Izgradnjom kanala Erie država New York postaje veliko prometno središte, a New York City postaje najveća luka u Americi, prerastavši Boston i Montréal. Ovaj kanal je omogućio prometno spajanje unutar države, kao i vezu između Atlantika i Velikih jezera spojivši jezero Erie i Newyorški zaljev. New York je zbog svog demografskog, trgovačkog i industrijskog značaja oko 1850-ih postao poznat pod nadimkom Empire State. Godine 1839., dolazi do društvene pobune protiv dotadašnjeg sustava obrađivanja tla, prema kojem su seljaci radili za veleposjednike. Tijekom 1840. prosvjednici su odjeveni kao Indijanci počeli napadati velike posjede. Na kraju su ove akcije rezultirale podjelom velikih posjeda na manje nezavisne farme.
Godine 1861., izbija Američki građanski rat. Stanovništvo New Yorka najvećim dijelom nije dobronamjerno gledalo na sustav ropstva. Ipak, veliki broj stanovnika protivio se vojnoj regrutaciji koju je američka vlada provela 1863. godine. U srpnju te godine u New York Cityju izbijaju pobune protiv regrutacije (Draft Riots) u kojima je samo u četiri dana poginulo 500 osoba i nanesena šteta od 1,5 milijuna dolara. Pobuna je ugušena tek dolaskom američke vojske, koja je uvela red u grad.
Od 1860-ih počinju masovna europska useljavanja, a među najbrojnijim imigrantima bili su Talijani, Nijemci, Irci i Poljaci koji su se najvećim dijelom smjestili u New York Cityju. Danas su Italoamerikanci najbrojnija etnička skupina u ovoj državi.

### Od 1900. do danas
Dana 6. rujna 1901., predsjednik William McKinley ubijen je na Panameričkoj izložbi u Buffalu. Njegov nasljednik postao je potpredsjednik Theodore Roosevelt koji je prethodno bio guverner New Yorka.
Tijekom Prvog svjetskog rata New York doživljava gospodarski procvat. Ovdje su djelovale tvornice oružja i drugog vojnog materijala, a newyorška luka je postala važno mjesto iz kojeg su u Europu slane američke postrojbe.
Velika gospodarska kriza u 1930-ima snažno je pogodila državu, posebno New York City. Strahovita nezaposlenost je pogodila gradove, a snažno su opale i plaće, što je sve na kraju rezultiralo velikim brojem beskućnika. Slično je bilo i na selima gdje su prihodi opali, a dugovi se gomilali.
Ulazak SAD-a u Drugi svjetski rat poništio je negativne efekte krize i u državu donio novi gospodarski prosperitet. Nakon rata New York City je postao sjedište Ujedinjenih Naroda, a grad je od engleskog Londona preuzeo status glavnog središta svjetskog gospodarstva. Zbog uloge u ovom ratu, te zbog izbijanja Korejskog rata 1950., New York je postao glavni proizvođač vojnog materijala u zemlji.
Krajem 1950-ih, New York je zajedno s kanadskom pokrajinom Ontario pokrenuo gradnju više brana na rijekama Saint Lawrence i Niagara. Godine 1959., otvorio se kanal Saint Lawrence, koji je omogućio siguran brodski promet između Atlantskog oceana i Velikih jezera. Tijekom 1960-ih newyorška cestovna mreža je znatno proširena, a i otvorene su dvije međudržavne autoceste koje su povezale Pennsylvaniju s Kanadom i Albany s Québecom.
U 1970-ima mnoge se tvornice iz ove savezne države sele u druge američke države, kao Kalifornija i Teksas, te čak i u druge zemlje s jeftinijom radnom snagom. Ovaj trend uzrokuje demografski pad u ovom razdoblju. U 1980-ima počinju se otvarati nova radna mjesta, velikim dijelom i u visokotehnološkoj industriji što uzrokuje ponovni rast stanovništva, dobrim dijelom i zbog useljavanja iz azijskih i latinoameričkih zemalja.
Za vrijeme terorističkih napada 11. rujna 2001. u New York Cityju je srušen Svjetski trgovački centar koji je bio jedan od simbola moći ovog grada i države.

## Zemljopis
Savezna država New York je s površinom od 141.300 km² 27. po veličini država u SAD-u. U usporedbi s Hrvatskom, ova američka savezna država veća je 2,5 puta. Velika apalačka dolina dominira istočnim područjem države u čijem se sjevernom dijelu nalazi jezero Champlain. U ovom dijelu države nalazi se i rijeka Hudson koja se na jugu ulijeva u Atlantik.  Zapadno od doline nalaze se planine Adirondack. Južni dio države nalazi se na visoravni Allegheny. Na zapadu države nalaze se rijeke Allegheny, Susquehanna i Delaware. Najviša točka u New Yorku je Mount Marcy u planinama Adirondack.
Država New York ima obale na dva Velika jezera, Erie i Ontario, koja su međusobno povezana rijekom Nijagarom. Na sjeveru država graniči s kanadskim provincijama Ontario i Québec, na istoku s Vermontom, Massachusettsom i Connecticutom, a na jugu s New Jerseyjem i Pennsylvanijom. Uz to, ima i vodenu granicu s Rhode Islandom.
Država je najpoznatija po urbanoj atmosferi grada New York, naročito neboderima na Manhattanu, ali njezini ostali dijelovi su potpuna suprotnost od tog prizora i njima dominiraju farme, šume, rijeke, planine i jezera. U državi New York se nalazi i Adirondack State Park, najveći zaštićeni park u Sjedinjenim Državama, a popularna atrakcija su Slapovi Nijagare. Rijeka Hudson je vrlo važan riječni tok u državi, na čijem se ušću nalazi četiri od pet četvrti New York Cityja, otoci Manhattan, Staten Island, te Brooklyn i Queens na Long Islandu. Istočni dio Long Islanda koji je 190 kilometara dug otok, je prigradsko i ruralno područje koje se sastoji od okruga Nassau i Suffolk.

### Klima
Općenito govoreći, u New Yorku vlada umjerena kontinentalna klima, iako prema Köppenovoj klasifikaciji klime u New York Cityju vlada vlažna subtropska klima. Na vrijeme u New Yorku utječe topla, vlažna zračna masa s jugozapada i suha sa sjeverozapada.
Visinske dijelove države karakteriziraju duge i hladne zime. Na sjevernim visoravnima temperatura se spušta i ispod −25 °C, dok se u jugozapadnim i središnjoistočnim visoravnima spušta na oko −15 °C. New York City i Long Island kao i druge nizinske dijelove Doline Hudsona karakteriziraju topla ljeta i djelomična visoka vlažnost. Prosječna zimska temperatura varira od -10°C na planinama Adirondack do 0°C u New York Cityju. Prosječna ljetna temperatura je 19 °C na planinama Adirondack te 23 °C u New York Cityju.
Najviša temperatura od 42 °C bila je zabilježena u gradu Troy 22. srpnja 1926., a najniža od -52 °C zabilježena je 18. veljače 1979. u mjestu Old Forge.
Prosječna godišnja količina padalina u državi je 147 centimetara.
| New York City                | New York City | New York City | New York City | New York City | New York City | New York City | New York City | New York City | New York City | New York City | New York City | New York City | New York City |
| Mjesec                       | Sij.          | Velj.         | Ožu.          | Tra.          | Svi.          | Lip.          | Srp.          | Kol.          | Ruj.          | Lis.          | Stu.          | Pro.          | God.          |
| ---------------------------- | ------------- | ------------- | ------------- | ------------- | ------------- | ------------- | ------------- | ------------- | ------------- | ------------- | ------------- | ------------- | ------------- |
| Prosječna najviša temp. (°C) | 4             | 7             | 10            | 15            | 22            | 27            | 30            | 29            | 24            | 18            | 12            | 6             | 17            |
| Prosječna najniža temp. (°C) | -3            | -1            | 2             | 7             | 12            | 17            | 20            | 19            | 16            | 10            | 5             | -1            | 8             |
| Padaline(mm)                 | 86            | 84            | 99            | 102           | 112           | 95            | 112           | 104           | 99            | 91            | 127           | 99            | 1.124         |
| Izvor: Weatherbase           |               |               |               |               |               |               |               |               |               |               |               |               |               |

### Zaštićena područja prirode
U državi New York nema nacionalnih parkova, ali zato postoje brojni državni parkovi (state parks). Najveći parkovi u državi New York su Adirondack Park (24.000 km²) i Catskill Park (2.800 km²). Adirondack Park je najveći državni park u SAD-u, veći od ukupne površine nacionalnih parkova Yellowstone, Yosemite, Grand Canyon, Glacier i Olympic zajedno. Ovaj park je osnovan 1892., te stavljen pod državnu zaštitu 1894. godine. Državnim parkovima upravlja New York State Department of Environmental Conservation. U newyorškim državnim parkovima postoje brojni kampovi i izletišta.
Državni park Slapovi Niagare (Niagara Falls State Park) nalaze se u gradu Niagara Falls, New York. U ovom parku nalaze se Američki slapovi, slapovi Bridal Veil i dio Kanadskih slapova. Ovo je najstariji državni park u SAD-u koji je osnovan 1885. godine.
Državni park Montauk Point (Montauk Point State Park) poznat je po svom slavnom svjetioniku kojeg je dao sagraditi George Washington. Ovaj svjetionik koji je prvi svjetionik u New Yorku i jedan od najstarijih u SAD-u ,nalazi se na jugoistoku Long Islanda i važna je turistička atrakcija.

### Najveći gradovi
Daleko najveći grad u ovoj saveznoj državi je New York City koji je ujedno i najveći grad u SAD-u. Ovaj grad sastoji se od pet okruga: Bronx, New York (Manhattan), Queens, Kings (Brooklyn) i Richmond (Staten Island). Oko polovine stanovništva države živi u ovom gradu.
| Grad          | Okrug                                    | Stanovništvo 1. travnja 2000. | Stanovništvo 1. srpnja 2004. |
| ------------- | ---------------------------------------- | ----------------------------- | ---------------------------- |
| New York      | Bronx, New York, Queens, Kings, Richmond | 8.008.278                     | 8.104.079                    |
| Buffalo       | Erie                                     | 292.648                       | 282.864                      |
| Rochester     | Monroe                                   | 219.773                       | 212.481                      |
| Yonkers       | Westchester                              | 196.086                       | 197.126                      |
| Syracuse      | Onondaga                                 | 147.306                       | 143.101                      |
| Albany        | Albany                                   | 95.658                        | 94.226                       |
| New Rochelle  | Westchester                              | 72.182                        | 72.985                       |
| Mount Vernon  | Mount Vernon                             | 68.381                        | 68.321                       |
| Schenectady   | Schenectady                              | 61.821                        | 61.125                       |
| Utica         | Oneida                                   | 60.651                        | 59.684                       |
| Hempstead     | Hempstead                                | 56.554                        | 53.145                       |
| Niagara Falls | Niagara                                  | 55.593                        | 53.708                       |
| White Plains  | Westchester                              | 53.077                        | 56.509                       |

Gledajući prema aglomerizacijskim statističkim područjima (metropolitan statistical area) dvanaest najvećih urbanih središta u državi su:

| 1. New York City (18.815.988 u državama NY/NJ/PA, 12.381.586 samo u NY) 2. Buffalo-Niagara Falls (1.128.183) 3. Rochester (1.030.495) 4. Albany i Capital District (853.358) 5. Poughkeepsie i Dolina Hudsona (669.915) 6. Syracuse (645.293) 7. Utica-Rome (294.862) 8. Binghamton (246.426) 9. Kingston (181.860) 10. Glens Falls (128.886) 11. Ithaca (101.055) 12. Elmira (88.015) |

Najmanji grad u državi je Sherrill, New York. Glavni grad ove savezne države je Albany.

## Politika
Prema sadašnjem ustavu koji je usvojen 1938., vlast u New Yorku je podijeljena na izvršnu vlast (Guverner New Yorka i ostali izabrani dužnosnici), zakonodavnu vlast (dvodomni parlament) i sudbenu vlast (prizivni sud, te ostali sudovi savezne države).
Glavni grad New Yorka je Albany. Država New York sastoji se od 62 okruga (counties). U državi New York postoji oko 4.200 upravnih jedinica. Oko 52% svih prihoda države ostvaruje upravna jedinica New York Cityja u kojoj živi najveći broj stanovnika ove savezne države. Posebnost ovog grada je i njegova politička podjela na pet gradskih četvrti (boroughs), čime se razlikuje od sustava političke podjele ostatka države koji se sastoji od gradova (cities ili towns) i sela (villages). Na prostoru ove savezne države nalazi se i devet indijanskih rezervata.
Osnova pravnog sustava New Yorka je engleski common law.
Država trenutno ima 29 zastupnika u donjem domu Kongresa Sjedinjenih Američkih Država, te dva senatora u gornjem domu.

### Politička situacija
Zadnjih nekoliko desetljeća na nacionalnim izborima u ovoj saveznoj državi uvjerljivo pobjeđuje Demokratska stranka. New York City je snažno uporište Demokratske stranke koju karakterizira liberalna politika. Mnoga ostala urbana područja u ovoj državi, kao Albany, Buffalo, Rochester i Syracuse su također snažna uporišta ove stranke. Ostala, većinom ruralna područja države obično favoritiziraju Republikansku stranku.
New York City ja važno središte za skupljanje financijskih sredstava za ove dvije velike američke stranke. Četiri od pet najznačajnijih mjesta po izdašnosti političkih priloga imaju poštanski broj s Manhattana, od kojih je najznačajniji Upper East Side (10021).

## Stanovništvo
New York je po broju stanovnika treća savezna država u SAD-u, nakon Kalifornije i Teksasa., s procijenjenim brojem od 19.541.453 stanovnika (stanje 1. srpnja 2009.). To je porast od 513.481 stan. ili 2,7%, od zadnjeg popisa stanovništva 2000. godine Prirodni priraštaj od zadnjeg popisa je 803.680 stan. (natalitet od 2.072.765 minus mortalitet od 1.269.085 stan.), a neto migracija iznosi minus od 698.895 stanovnika koliko ih se iselilo iz države. Broj novih doseljenika koji su došli izvan SAD-a iznosi 876,969 stan., dok negativnu stavku predstavljaju migracije unutar zemlje od 1.575.864 stan.
Unatoč širokim prostranstvima države, 92% stanovnika New Yorka živi u urbanim sredinama
U usporedbi s ostalim saveznim državama New York karakterizira spor rast stanovnika i visoka razina migracija u ostale savezne države. Ipak, New York je jedan od najvećih središta prihvata imigranata, te ima drugu po veličini imigrantsku populaciju u SAD-u (nakon Kalifornije) od 4,2 milijuna imigranata. Najveći broj imigranata doseljava se u područje New York Cityja, iako se i u ostatku države nalazi veliki broj novih doseljenika.
U New York Cityju, s osam prigradskih okruga (isključujući one u državama New Jersey, Connecticut, i Pennsylvania) živi 13.209.006 osoba, ili 68,42% stanovništva države.

### Rasne i etničke skupine
Većina stanovnika u državi New York vuče afroameričko (15.8%), talijansko (14,4%), irsko (12,9%) i njemačko (11,1%) podrijetlo. Prema procjenama iz 2004., 20,4% stanovništva rođeno je u inozemstvu.
New York ima najveću afroameričku zajednicu od svih saveznih američkih država, te drugu po veličini azijskoameričku zajednicu. Također u državi žive najveće portorikanske, dominikanske i jamajčanske zajednice u SAD-u. Povijesno je četvrt Harlem u New York Cityju bila kulturna prijestolnica afroameričke zajednice. U Queensu živi najveća azijskoamerička zajednica u državi, a ova gradska četvrt je i etnički najraznolikija u SAD-u. Druga najveća azijska zajednica je u Kineskoj četvrti na Manhattanu. Najveća američka zajednica doseljenika iz andskih zemalja (Peru, Kolumbija, Ekvador, Bolivija) živi u Queensu.
Prema popisu iz 2000., Italoamerikanci su najveća etnička skupina na Staten Islandu i Long Islandu, a slijede ih Amerikanci irskog podrijetla. Ove dvije etničke skupine su snažno zastupljene u Albanyju i središnjejugoistočnom New Yorku. U zapadnom New Yorku i Buffalu prevladavaju Amerikanci njemačkog podrijetla. Na sjeveru države najznačajnija etnička skupina su Frankokanađani.
Indijanci čine manje od 1% stanovništva države New York. Domorodački narodi u državi su : Attiwandaronk, Irokezi (Kajuga, Mohok, Oneida, Onondaga, Seneka), Mahican, Metoac (Montauk, Shinnecock), Tuscarora, Wappinger, Wenrohronon.
Prema popisu stanovništva iz 2000., najveći broj stanovnika savezne države New York kod kuće govori engleski jezik, te 13,61% španjolski, 2,04% kineski (uključujući mandarinski i kantonski), 1,65% talijanski i 1,23% ruski.

### Religija
|                            | 1990. | 2000. | % promjena |
| Bez religije               | 7,0%  | 13,4% | +92%       |
| -------------------------- | ----- | ----- | ---------- |
| Katolici                   | 44,3% | 38,4% | -13%       |
| Protestanti (glavna grana) | 14,4% | 13,4% | -7%        |
| Baptisti                   | 8,3%  | 7,4%  | -10%       |
| Karizmatici                | 1,7%  | 2,8%  | +63%       |
| Mormoni                    | 0,2%  | 0,2%  | -13%       |
| Ostali protestanti         | 1,7%  | 1,6%  | -6%        |
| Kršćani (neodređeno)       | 9,5%  | 7,7%  | -19%       |
| Ukupno kršćani             | 80,1% | 71,5% | -5%        |
| Židovi                     | 6,9%  | 5,0%  | -27%       |
| Muslimani                  | 0,8%  | 1,9%  | +132%      |
| Budisti, hinduisti, sikhi  | 0,8%  | 1,7%  | +116%      |
| Ostale religije            | 1,5%  | 1,0%  | -32%       |

Katolici čine najveći vjersku skupinu u saveznoj državi New York. Najveće protestantske zajednice su: Ujedinjena metodistička crkva (403.362), Američke baptističke crkve SAD (203.297) i Američka episkopalna crkva (201.797 sljedbenika).

## Gospodarstvo
Država New York je treća po ukupnom BDP-u od 50 saveznih država koje čine SAD, nakon Kalifornije i Teksasa. Ako bi New York bio samostalna država, bio bi 16. gospodarska sila u svijetu. Godine 2007., BDP po stanovniku bio je 46.364 USD čime se država nalazi na šestom mjestu u SAD-u, nakon Marylanda, te na osmom mjestu u svijetu, nakon Irske.
New York City je najveće bankarsko, financijsko i komunikacijsko središte u SAD-u. U gradu se nalazi Newyorška burza koja je po obrtu kapitala najvažnija u svijetu. U ovom gradu nalaze se sjedišta nekih od najvećih svjetskih korporacija.
Izvozni proizvodi države New York su prehrambene namirnice, računalna i elektronička oprema, minerali, rezani dijamanti i automobilski dijelovi. Godine 2007., država je izvezla robe u vrijednosti od 71,1 milijardi USD. Najveća strana izvozna tržišta bila su Kanada ($15 milijardi USD), Ujedinjeno Kraljevstvo ($6 milijardi USD), Švicarska ($5,9 milijardi USD), Izrael (4,9 milijardi USD) i Hong Kong (3,4 milijardi USD). New York najviše uvozi naftu, zlato, aluminij, prirodni plin, električnu energiju, nerezane dijamante i drvo. Kanada je vrlo važan gospodarski partner države New York, jer 21% ukupnog izvoze odlazi u Kanadu. Turizam je također bitan za ekonomsku suradnju. Godine 2004., kanadski turisti su u New Yorku potrošili 487 milijuna američkih dolara.
Najvažniji industrijski proizvodi su znanstveni instrumenti, elektronička oprema, strojevi i kemijski proizvodi, a vrlo važni faktori u lokalnom gospodarstvu su izdavaštvo i turizam. Poljoprivredni proizvodi New Yorka su mliječni proizvodi, stoka, povrće i jabuke. Ova država je najveći proizvođač kupusa u SAD-u. Oko četvrtine teritorija države prekriveno je farmama. New York je treća američka država po proizvodnji grožđa, te druga po proizvodnji vina. Brojni vinogradi nalaze se na južnoj obali jezera Erie i Finger Lakesa. U North Forku na Long Island također je razvijeno vinarstvo. Godine 2004., ova industrija je ovoj saveznoj državi donijela šest milijardi dolara. Godišnja proizvodnja vina je oko 200 milijuna boca.
Ribarstvo je razvijeno na atlantskoj strani Long Islanda.

## Promet
New York je jedno od najvažnijih željezničkih i lučkih središta Sjedinjenih Država. Budući da se nalazi u središtu najnapučenijeg dijela zemlje, država New York je jedna od najvažnijih točaka ulaza i izlaza roba i ljudi između SAD-a i drugih zemalja.
Kanal Erie koji je otvoren 1825. omogućio je spajanje Velikih jezera s Atlantskim oceanom i olakšao prolaz iz New York Cityja u unutrašnjost države. Zahvaljujući ovom kanalu newyorška luka je postala najvažnija luka na ovom kontinentu. Da nema ovog kanala status najvažnije sjevernoameričke luke bi vjerojatno pripao kanadskom Montréalu. Iako su danas autoceste i željeznica preuzele prometnu važnost od ovog kanala, on se još uvijek koristi kao prečac u brodskom prometu od Atlantka do Velikih jezera.
New York je prometno povezan s Kanadom brojnim mostovima na rijekama Saint Lawrence i Niagara, kao i trajektnim linijama između Rochestera i Toronta.
New York je također i jedan od najvećih centara zračnog prometa u zemlji. Međunarodna Zračna luka John F. Kennedy i zračna luka LaGuardia su jedne od najprometnijih u putničkom prometu. Vrlo važna je i međunarodna zračna luka Buffalo Niagara u Buffalu. Ostali značajni centri zračnog prometa su Albany, Rochester i Syracuse.
Značajna željeznička središta u državi su New York City, Albany, Buffalo i Rochester. Oko 40 različitih željezničkih poduzeća nudi usluge prijevoza tereta, dok je za putnički prijevoz između gradova odgovoran Amtrak. Promenta infrastruktura u državi uključuje oko 6000 km pruge i oko dvjesto tisuća kilometara cesta i autocesta. U državi postoje brojni mostovi, od kojih je najveći most Verrazano-Narrows (1298 m) koji povezuje gradske četvrti Staten Island i Brooklyn u New York Cityju.
New York City karakterizira vrlo razvijena i gusta prometna infrastruktura koja uključuje slavni metro sustav. U mnogim ostalim gradovima također postoji razvijeni gradski ili regionalni prijevoz. U Buffalu postoji gradska laka željeznica.

## Obrazovanje
Krovna organizacija za školstvo u državi je Sveučilište države New York (University of the State of New York), koja nije sveučilište u svakodnevnom značenju te riječi, nego je odgovorna i za sve razine školstva. U New York Cityju za javne škole odgovoran je odjel za obrazovanje (New York City Department of Education).
Na visokoškolskoj razini u državi postoji Državno sveučilište New Yorka (State University of New York ili SUNY) koje se sastoji od četiri sveučilišna centra: University at Albany, Binghamton University, University at Buffalo i Stony Brook University. U New York Cityju krovno javno sveučilište je Sveučilište u New Yorku (University of New York ili CUNY).
U državi djeluju i mnoga poznata privatna sveučilišta, kao Fordham University koje je najstarije katoličko sveučilište na sjeveroistoku zemlje. Među ostalim poznatim privatnim sveučilištima su Columbia University i Cornell University. U ovoj saveznoj državi nalazi se i jedna od najpoznatijih vojnih obrazovnih ustanova na svijetu, Vojna akademija West Point.

## Mediji
Prve novine u ovoj državi bile su New York Gazette, a prvi ih je tiskao ih je William Bradford 1775. godine. Danas je New York vodeća država po ovoj industriji. U državi se trenutno tiska preko 830 novina, od čega su 75 dnevne novine. U New York Cityju se tiskaju neke od najpopularnijih novina u zemlji i svijetu, a među najpoznatijima i najtiražnijima su New York Times, New York Post i Wall Street Journal. U državi se tiska i oko 2.300 časopisa. Neki od najpoznatijih su Newsweek, Time Magazine i Reader's Digest. Sjedište Associated Pressa nalazi se u New York Cityju.
Prva radijska postaja u ovoj državi počela je s emitiranjem 1922., dok je prva televizijska postaja pokrenuta 1941. godine. Prvi transkontinentalni radio prijenos pokrenuo je 1926. NBC u New York Cityju. U ovom gradu nalaze se sjedišta brojnih radiodifuzijskih kuča, kao što su NBC, ABC, CBS i Fox. Danas u New Yorku djeluje 381 radijskih (od toga su 134 AM i 247 FM) i 50 televizijskih kanala.

## Sport
Zimske olimpijske igre 1980. godine odvile su se u Lake Placidu u državi New York. Ove ZOI najpoznatije su po hokejaškoj utakmici „Čudo na ledu“ između SAD-a i SSSR-a, kad su Amerikanci iznenađujuće osvojili zlatnu medalju. U Lake Placidu odigrane su i ZOI 1932. godine. Uz švicarski St. Moritz i austrijski Innsbruck, ovo je jedno od tri mjesta koje je dva puta bilo domaćin Zimskih olimpijskih igara.
Iz države New York je momčad Buffalo Bills koja igra u nacionalnoj ligi američkog nogometa. Iako New York Giants i New York Jets predstavljaju područje grada New Yorka, igraju na stadionu Meadowlands u East Rutherfordu u New Jerseyju.
U New York Cityju djeluju dva velika bejzbolska kluba : New York Yankees (iz Bronxa), i New York Mets (iz Queensa). Tri važna hokejaška kluba koja igraju u NHL-u dolaze iz ove države: New York Rangers (Manhattan), New York Islanders (Long Island) i Buffalo Sabres (Buffalo, New York). Najvažniji newyorški košarkaški klub koji igra u NBA je New York Knicks s Manhattana.

## Vanjske poveznice
Službene državne stranice
- Službena stranica vlade
- Guverner države New York  Arhivirana inačica izvorne stranice od 13. ožujka 2008. (Wayback Machine)
- Senat države New York  Arhivirana inačica izvorne stranice od 11. kolovoza 2011. (Wayback Machine)
- Skupština države New York

Turizam
- I ♥ New York
- Ured za parkove države New York  Arhivirana inačica izvorne stranice od 21. siječnja 2014. (Wayback Machine)

Kultura
- Povijesna udruga države New York
- Kulturno-edukacijski centar države New York  Arhivirana inačica izvorne stranice od 18. kolovoza 2011. (Wayback Machine)